# Impero bizantino durante la dinastia macedone
L'Impero bizantino ebbe una grandiosa rinascita durante il regno degli imperatori macedoni della fine del IX, X e all'inizio dell'XI secolo, quando ottenne il controllo sul Mare Adriatico, sull'Italia meridionale e su tutto il territorio dello zar Samuele di Bulgaria. Le città dell'impero si ingrandirono e il benessere si diffuse nelle province a causa della ritrovata sicurezza. La popolazione crebbe e la produzione aumentò, stimolando anche l'incoraggiamento del commercio. Culturalmente, ci fu una notevole crescita nell'istruzione e nell'apprendimento (si parla di "Rinascimento macedone"). I testi antichi vennero conservati e pazientemente ricopiati. L'arte bizantina fiorì e splendidi mosaici abbellirono gli interni delle numerose nuove chiese.
Nonostante l'impero fosse significativamente più piccolo rispetto al regno di Giustiniano I, era però più forte, poiché i territori rimanenti erano meno dispersi geograficamente e più politicamente e culturalmente integrati. 

## Sviluppi interni

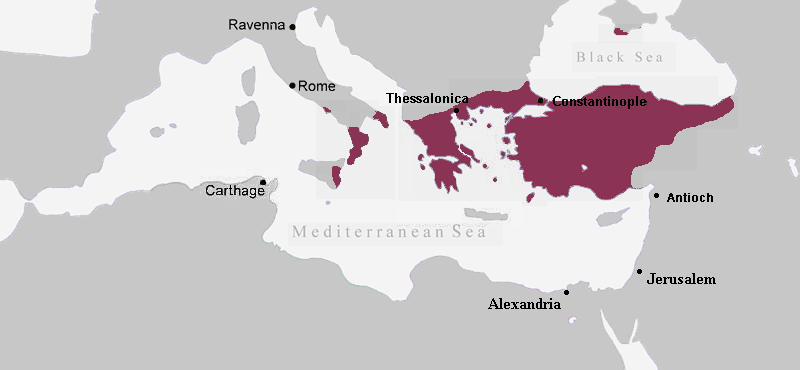
L'impero bizantino nell'867 d.C

Sebbene la tradizione abbia attribuito il "Rinascimento bizantino" a Basilio I (867-886), iniziatore della dinastia macedone, alcuni studiosi successivi hanno messo in evidenza le riforme del predecessore di Basilio, Michele III (842-867) e dell'erudito Teoctisto (morto nell'855). Quest'ultimo in particolare favorì la cultura di corte e, con un'attenta politica finanziaria, aumentò costantemente le riserve d'oro dell'impero. L'ascesa della dinastia macedone coincise con sviluppi interni che rafforzarono l'unità religiosa dell'impero.
Il movimento iconoclasta conobbe un forte declino: questo ne favorì la dolce soppressione da parte degli imperatori e la riconciliazione delle lotte religiose che avevano prosciugato le risorse imperiali nei secoli precedenti. Nonostante le occasionali sconfitte tattiche, la situazione amministrativa, legislativa, culturale ed economica continuò a migliorare sotto i successori di Basilio, in particolare con Romano I Lecapeno (920–944). Il sistema dei Thema raggiunse la sua forma definitiva in questo periodo. La Chiesa ortodossa, stabilitasi definitivamente con il Grande Scisma nel 1054, iniziò a sostenere lealmente la causa imperiale e lo Stato limitò il potere della classe dei proprietari terrieri a favore dei piccoli proprietari agricoli, che costituivano una parte importante della forza militare dell'Impero. Queste condizioni favorevoli contribuirono alla crescente capacità degli imperatori di muovere guerra agli arabi.

## Guerre contro i musulmani

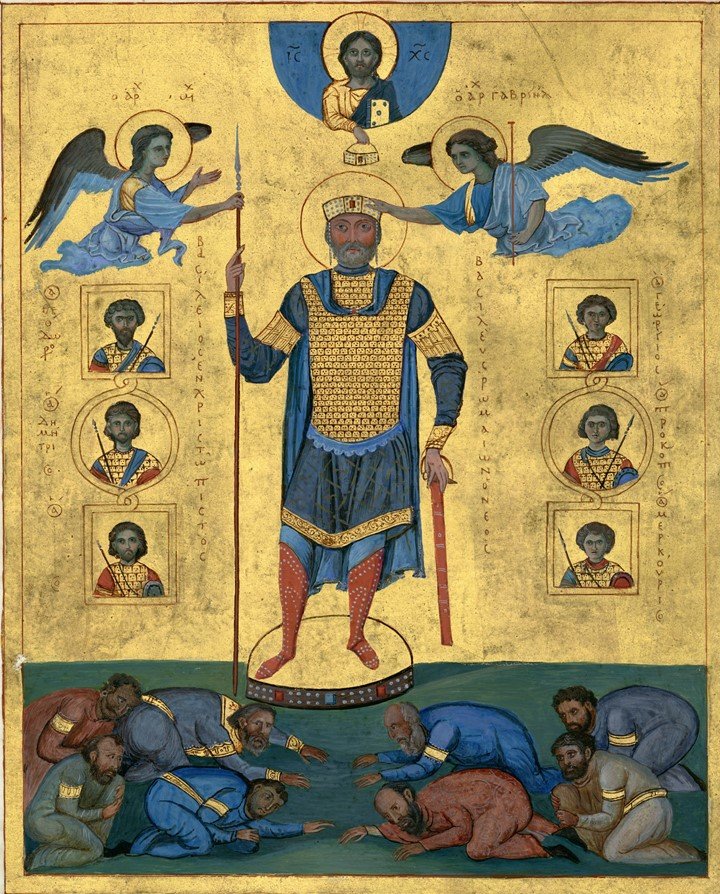
L'imperatore Basilio II, il massacratore di Bulgari (976-1025)

Nell'867, l'impero aveva stabilizzato la sua posizione sia a est che a ovest, mentre il successo della sua struttura militare difensiva aveva permesso agli imperatori di iniziare a pianificare guerre di riconquista a est.
Il processo di riconquista iniziò con fortune variabili. La riconquista temporanea di Creta (843) fu seguita da una schiacciante sconfitta bizantina sul Bosforo, mentre gli imperatori non furono in grado di impedire la continua conquista musulmana della Sicilia (827–902). Usando l'odierna Tunisia come trampolino di lancio, i musulmani conquistarono Palermo nell'831, Messina nell'842, Enna nell'859, Siracusa nell'878, Catania nel 900 e l'ultima roccaforte greca, la fortezza di Taormina, nel 902. Questi inconvenienti furono in seguito controbilanciati da una spedizione vittoriosa contro Damietta in Egitto (856), la sconfitta dell'emiro di Melitene (863), la conferma dell'autorità imperiale sulla Dalmazia (867) e le offensive di Basilio I verso l'Eufrate (870).
La minaccia degli arabi fu nel frattempo ridotta da lotte interne degli Abbasidi e dall'ascesa dei turchi a est. I musulmani ricevettero comunque assistenza dalla setta pauliziana, che aveva trovato largo seguito nelle province orientali dell'impero e, affrontando le persecuzioni sotto i bizantini, combatteva spesso sotto la bandiera araba. Ci vollero diverse campagne per sottomettere i Pauliciani, che alla fine furono sconfitti da Basilio I.
Nel 904, il disastro colpì l'impero quando la sua seconda per importanza città, Salonicco, fu saccheggiata da una flotta araba guidata da un rinnegato bizantino, Leone di Tripoli. I bizantini risposero distruggendo una flotta araba nel 908 e saccheggiando la città di Laodicea, in Siria, due anni dopo. Nonostante questa vendetta, i bizantini non furono ancora in grado di sferrare un colpo decisivo contro i musulmani, che inflissero una schiacciante sconfitta alle forze imperiali quando tentarono di riconquistare Creta nel 911.
La situazione al confine con i territori arabi rimase fluida, con i bizantini alternativamente all'offensiva o alla difensiva. La Rus' di Kiev, che apparve per la prima volta vicino a Costantinopoli nell'860, costituì una nuova sfida. Nel 941 apparvero minacciosi nel Bosforo (guerra Rus'-bizantina), ma furono schiacciati, mostrando i miglioramenti nella posizione militare bizantina dopo il 907, quando solo attraverso un trattato si pose fine alle ostilità. Il vincitore dei Rus' fu il famoso generale Giovanni Curcuas, che proseguì l'offensiva con altre notevoli vittorie in Mesopotamia (943): queste culminarono nella riconquista di Edessa (944), celebrata soprattutto per il ritorno a Costantinopoli del venerato Mandylion.
Gli imperatori soldato Niceforo II Foca (regnò nel 963-69) e Giovanni I Zimisce (969-76) espansero l'impero fino alla Siria, sconfiggendo gli emiri dell'Iraq nord-occidentale e riconquistando Creta e Cipro. Tanta era la fiducia che ad un certo punto, sotto Giovanni, gli eserciti dell'impero minacciarono persino Gerusalemme. L'emirato di Aleppo e dei suoi vicini divennero vassalli dell'impero a est, dove la più grande minaccia per l'impero era il regno fatimide Ulteriori spedizioni di conquista e rafforzamenti vennero attuati da Basilio II.

## Guerre contro la Bulgaria
La tradizionale lotta con la Santa Sede continuò, stimolata dalla questione della supremazia religiosa sulla Bulgaria appena cristianizzata. Ciò provocò un'invasione da parte del potente zar Simeone I nell'894, ma venne respinta dalla diplomazia bizantina, che chiamò l'aiuto degli ungheresi. I bizantini furono tuttavia sconfitti nella battaglia di Bulgarofigo nell'896 e obbligati a pagare tributi annuali ai bulgari. Più tardi (912) Simeone si fece persino concedere dai Bizantini la corona di basileus di Bulgaria e fece sposare al giovane imperatore Costantino VII una delle sue figlie. Quando una rivolta a Costantinopoli fermò il suo progetto dinastico, invase nuovamente la Tracia e conquistò Adrianopoli.
Una grande spedizione imperiale sotto Leone Foca e Romano Lecapeno terminò di nuovo con una schiacciante sconfitta bizantina nella battaglia di Anchialo nel 917, e l'anno successivo i bulgari devastarono l'odierna Grecia settentrionale fino a Corinto. Adrianopoli fu nuovamente catturata nel 923 e nel 924 l'esercito bulgaro assediò Costantinopoli. La pressione dal nord fu alleviata solo dopo la morte di Simeone nel 927. 
Sotto l'imperatore Basilio II (che regnò dal 976 al 1025), la Bulgaria divenne il bersaglio delle campagne annuali dell'esercito bizantino. La guerra si sarebbe protratta per quasi vent'anni, ma alla fine nella battaglia di Kleidon le forze bulgare furono completamente annientate e catturate. Secondo la leggenda, 99 soldati bulgari su 100 furono accecati e il centesimo rimanente di ogni fila rimase con un occhio solo per condurre i suoi compagni a casa; secondo quanto riferito, quando l'anziano zar Samuele vide i resti del suo esercito, un tempo formidabile, morì di attacco di cuore. Nel 1018 la Bulgaria si arrese e divenne parte dell'Impero Bizantino ripristinando così la frontiera sul Danubio, mai più tenuta dai tempi di Eraclio I.
Durante questo periodo la principessa bizantina Teofano, moglie dell'imperatore Ottone II, servì come reggente del Sacro Romano Impero, aprendo la strada alla diffusione verso ovest della cultura bizantina.

## Relazioni con la Rus' di Kiev

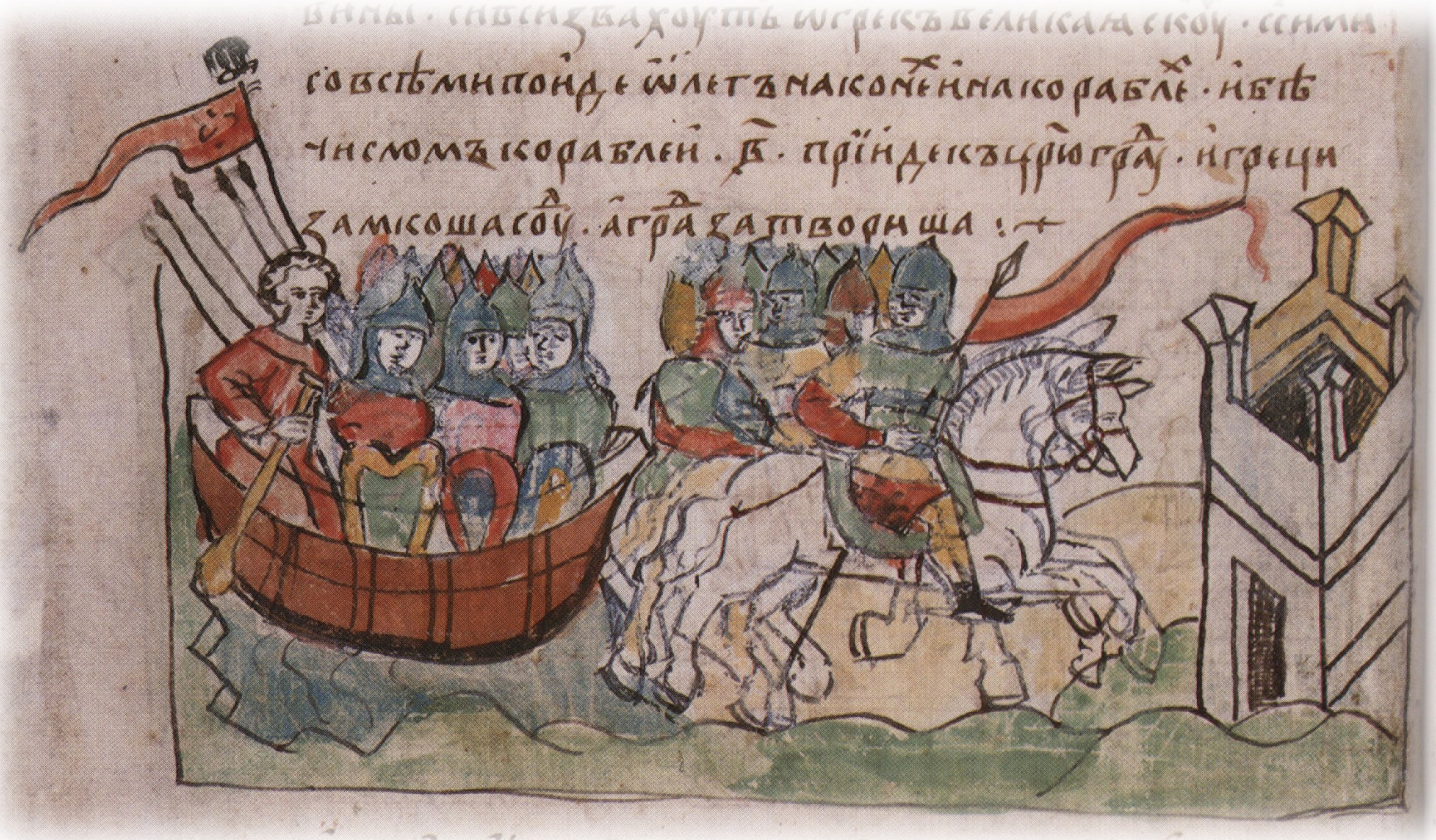
Il principe Oleg guida una barca con squadroni a cavallo fino alle mura di Tsargrad. Un'illustrazione medievale della Rus' di Kiev (907)

Tra l'800 e il 1100 l'impero sviluppò un rapporto misto con il nuovo stato della Rus' di Kiev che emerse a nord attraverso il Mar Nero.
L'impero bizantino divenne rapidamente il principale partner commerciale e culturale di Kiev. Dopo la cristianizzazione, Vladimir il Grande di Rus' impiegò molti architetti e artisti per lavorare su numerose cattedrali e chiese, espandendo ulteriormente l'influenza bizantina.

I principi Rus' di Kiev erano spesso sposati con membri della famiglia imperiale bizantina e Costantinopoli spesso impiegava questi principi nel proprio esercito; in particolare, Vladimir il Grande regalò a Bisanzio la famosa Guardia variaga, un esercito di feroci mercenari scandinavi. Alcuni credono che questo regalo fosse stato dato in cambio del matrimonio con la sorella di Basilio II, Anna, con Vladimir. Tuttavia, la Cronaca di Nestore afferma che il matrimonio fu fatto in cambio della conversione dei Rus' all'ortodossia; la Guardia variaga era un sottoprodotto (sebbene significativo) di questo scambio.

I themata dell'Impero Bizantino alla morte di Basilio II nel 1025.

Il rapporto non fu sempre amichevole. Durante questo intervallo di trecento anni Costantinopoli e altre città bizantine furono attaccate più volte dagli eserciti della Rus' di Kiev (Guerre Rus'-bizantine). Kiev non fu mai abbastanza lontana da mettere effettivamente in pericolo l'impero; le guerre furono principalmente uno strumento per costringere i Bizantini a firmare trattati commerciali sempre più favorevoli, i cui testi sono riportati nella Cronaca Primaria e altri documenti storici. Costantinopoli allo stesso tempo metteva costantemente l'uno contro l'altro i Rus' di Kiev, la Bulgaria e la Polonia.
L'influenza bizantina sui Rus' di Kiev non può essere sopravvalutata. La scrittura in stile bizantino divenne uno standard per l'alfabeto cirillico adottato dalla Bulgaria, l'architettura bizantina dominava a Kiev e come principale partner commerciale l'impero bizantino svolse un ruolo fondamentale nell'istituzione, ascesa e caduta della Rus' di Kiev.

## Trionfo
L'impero bizantino si estendeva ora dall'Armenia a est, alla Calabria nel sud Italia a ovest. Erano stati ottenuti incredibili successi, dalla conquista della Bulgaria, all'annessione di parti della Georgia e dell'Armenia, all'annientamento totale di una forza d'invasione egiziana fuori Antiochia. Eppure nemmeno queste vittorie bastarono; Basilio II considerava un oltraggio la continua occupazione araba della Sicilia. Di conseguenza, progettò di riconquistare l'isola, che era appartenuta all'impero per oltre trecento anni (c. 550 - c. 900). Tuttavia, la sua morte nel 1025 pose fine al progetto.
Ma la morte di Basilio II portò con sé anche lo slancio bizantino per sempre, i suoi successori infatti furono incompetenti per la maggior parte delle materie di governo o troppo impegnati nelle congiure di corte. Già con gli ultimi imperatori macedoni verranno resi vani tutti gli sforzi di quasi un secolo, procedendo verso un declino che solo i Comneni potranno rallentare.
L'XI secolo fu anche importante per i suoi eventi religiosi. Nel 1054, le relazioni tra le tradizioni cristiane orientali di lingua greca e slava e di lingua latina occidentale raggiunsero una crisi terminale. Sebbene ci fosse una dichiarazione formale di separazione istituzionale, il 16 luglio, quando tre legati pontifici entrarono nella Basilica di Santa Sofia durante la Divina Liturgia un sabato pomeriggio e deposero una bolla di scomunica sull'altare, esplose definitivamente il cosiddetto Grande Scisma, culmine di secoli di separazione graduale. Sebbene lo scisma sia stato causato da controversie dottrinali (in particolare, il rifiuto orientale di accettare la dottrina della Chiesa occidentale del filioque, o doppia processione dello Spirito Santo), le controversie sull'amministrazione e le questioni politiche erano ribollite per secoli. La separazione formale della Chiesa ortodossa orientale e della Chiesa cattolica occidentale avrebbe avuto conseguenze di vasta portata per il futuro dell'Europa e del cristianesimo.